# Kachnice bělohlavá
Kachnice bělohlavá (Oxyura leucocephala) je malý druh kachny z řádu vrubozobých. Ve všech šatech je celá hnědá, s výjimkou hlavy. Ta je u dospělého samce bílá s černým temenem a horní částí krku, u samice je černý týl, temeno a proužek přes tváře pod okem; mladí samci mají celou hlavu černou. Podobá se kachnici kaštanové (Oxyura jamaicensis), od níž se ve všech šatech liší výrazným hrbolem na kořeni světle modrého zobáku. Hnízdí na mělkých, hustě zarostlých jezerech, v současnosti je velmi vzácná. V Česku se nejméně dvakrát objevila před rokem 1950.

## Chov v zoo
Kachnice bělohlavá je chována přibližně ve třech desítkách evropských zoo, nejvíce přitom ve Spojeném království. V Česku se jedná pouze o Zoo Praha. Tam se také podařil první odchov v rámci českých zoo. V letech 2005–2012 byl tento druh chován také v Zoo Ostrava.

### Chov v Zoo Praha
První pár získala Zoo Praha v roce 1998. V roce 2002 přišla ničivá povodeň, a tak v následujících letech (až do roku 2004) byl chov nuceně přerušen. Po obnovení chovu se v roce 2013 dostavil úspěch ve formě odchovu prvního mláděte v historii českých zoo. Ke konci roku 2018 byli chováni tři jedinci (samec a dvě samice). Mládě se narodilo i v květnu 2020.